# アルメニア (小惑星)
アルメニア (780 Armenia) は小惑星帯の小惑星である。クリミア半島にあるシメイズ天文台で、ロシアの天文学者グリゴリー・ネウイミンが発見した。
西アジアのアルメニアに因んで命名された。